# Macrohelodes tasmanicus
Macrohelodes tasmanicus es una especie de coleóptero de la familia Scirtidae.

## Distribución geográfica
Habita en Australia.